# Christine Frai
Christine Frai (* 25. September 1965 in Bremen) ist eine ehemalige deutsche Fußballschiedsrichterin.

## Biografie
Frai ist eine gelernte Exportkauffrau. Sie war von 1980 bis 1986 in Bremen beim BTS Neustadt als Spielerin aktiv.
Sie erwarb 1985 ihre erste Schiedsrichterlizenz. Ab 1991 kam sie regelmäßig als Schiedsrichterin in der Frauen-Bundesliga zum Einsatz und durfte 1993 als zweite Frau das Finale des DFB-Pokal der Frauen leiten. 1995 ernannte man Frai zur FIFA-Schiedsrichterin und ab der Spielzeit 1995/96 war sie neben Gertrud Rebus eine der beiden Frauen, die der dritthöchsten Regionalliga der Herren als Schiedsrichterin zugeteilt waren. Frai erhielt 2004 als erste Deutsche eine Nominierung für das Fußballturnier der Olympischen Sommerspiele in Athen. 2004 hatte sie über 100 Bundesligaspiele geleitet. Sie pfiff noch bis zur Spielzeit 2006/07 in der Frauen-Bundesliga und in der Oberliga Nord der Männer.
Frai, Elke Fielenbach und die US-Amerikanerin Kari Seitz leiteten jeweils acht Spiele der deutschen Fußballnationalmannschaft der Frauen und somit die meisten unter allen Schiedsrichterinnen. Sie ist heute Schiedsrichter-Beobachterin bei nationalen und internationalen Spielen.

## Turniere
Im Folgenden sind die großen Turniere aufgelistet, bei denen Frai als Schiedsrichterin tätig war:
Nationalmannschaftsebene
- Fußball-Weltmeisterschaft der Frauen 1995

als Linienrichterin
- Fußball-Europameisterschaft der Frauen 1997

u. a. das Halbfinale Italien – Spanien (2:1)

- 2002 Best of Four Turnier in China

- Olympische Sommerspiele 2004

u. a. Griechenland – Brasilien
Vereinsebene
- UEFA Women’s Cup 2001/02

HJK Helsinki – Trondheims-Ørn SK (2:0)
- UEFA Women’s Cup 2002/03

Fortuna Hjørring – Arsenal Ladies FC (3:1)

## Ehrungen
- 1995 wurde sie Bremer Sportlerin des Jahres.
- 2004 wurde sie Schiedsrichterin des Jahres.